# 加古川 (小惑星)
加古川（かこがわ、8892 Kakogawa）は、太陽系の小惑星のひとつ。火星と木星の間の軌道を公転している。
兵庫県大河内町（現神河町）の南小田で発見された。発見者の一人の菅野松男の出身地である、兵庫県南部の加古川市に因んで1999年に命名された。
2000年秋には、加古川総合文化センターのプラネタリウムで小惑星加古川を主題にした番組が上映された。